# 히말라야 등산학교
히말라야 등산학교(Himalayan Mountaineering Institute)는 산악인 양성을 위해서 설립된 등산학교이다.